# 艾瑪·弗洛伊德
艾瑪·弗洛伊德, OBE（英語：Emma Vallencey Freud，1962年1月25日—）是一位英格蘭主持人和文藝評論員。
她是編劇李察·寇蒂斯的妻子，有時幫他編輯劇本。他們有三個孩子。

## 早前生活
艾玛·弗洛伊德生于1962年1月25日，是政治家和广播员Sir Clement Freud及June Flewett的女儿。她同时也是精神分析学家Sigmund Freud的曾孙女。她的弟弟是Rupert Murdoch女儿Elisabeth Murdoch的丈夫，叫Matthew Freud。画家Lucian Freud是她的伯伯。